# 홍순홍
홍순홍(1934년 4월 15일 ~ 2008년 9월 27일)은 대한민국의 정치인이다. 제36대 군위군수를 역임했다.

## 학력
- 효령국민학교 (졸업)
- 대구중학교 (졸업)
- 대구고등학교 (졸업)
- 경북대학교 법정대학 (정치학과 / 학사)

## 역대 선거 결과
|  | 35.79% |

|  | 39.30% |